# Udu

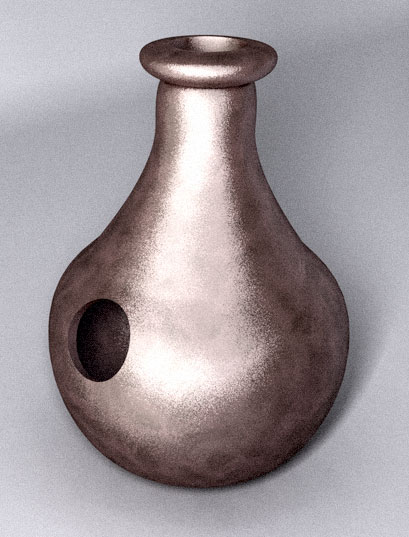
Eine typische Udu-Trommel

Udu (Igbo), auch kimkim (in Kaduna), abang (Ibibio) oder ikoko-ilu (Yoruba), ist ein Schlagidiophon aus gebranntem Ton, das in Nigeria gespielt wird. Der udu ist ein Schlagtopf in Form einer bauchigen Vase mit einer weiteren Öffnung an der Seite.
Udu bedeutet in der Sprache der Igbo „Krug“. Er wird traditionell überwiegend von Frauen zur Tanzbegleitung, zur rhythmischen Begleitung des eigenen Gesangs und in unterschiedlichen Orchesterformationen verwendet. Die Igbo glaubten, im Klang dieser Trommeln die Stimmen ihrer Vorfahren zu hören.
Durch einen schnellen Schlag auf die seitliche Öffnung entsteht ein Klang, der dem Bassklang einer indischen tabla ähnelt. Darüber hinaus kann der gesamte Korpus mit den Fingern oder mit der ganzen Hand bespielt werden. Meist schlagen beide Hände abwechselnd auf die seitliche und die obere Öffnung, wobei die Öffnungen kurzzeitig geschlossen werden. Dadurch entstehen im Innern Luftbewegungen, die vielfältige Klangeffekte hervorbringen. Der Tontopf wird im Stehen unter dem linken Unterarm geklemmt gespielt oder beim Sitzen auf dem Schoß liegend. Er kann auch mit Standringen auf den Boden gestellt werden. 
Es existieren verschiedene Variationen wie die udu utar, die eine flachere Form hat, und die udu udongo, die aus zwei miteinander verbundenen Klangkörpern besteht.
Der nigerianische Autor Chinua Achebe erwähnt in seinem Buch Things Fall Apart (1958) den udu zusammen mit der Takt gebenden kleinen Einfachhandglocke ogene (verwandt mit der Doppelhandglocke gankogui) und der Schlitztrommel ekwe. Ein etwas größerer Tontopf ohne seitliche Schallöffnung in Togo heißt atukpen. Ein vergleichbares Instrument in Südindien heißt ghatam.